# Onufry Dąbrowski
Onufry Dąbrowski (Onufry z Wielkiego Chrząstowa Dąbrowski; w łęczyckiem nazwisko pisane często również Dąmbrowski) herbu Ogończyk, (zm. ok. 1811 roku) − chorąży orłowski w latach 1786-1793, stolnik inowłodzki w latach 1784-1785, podczaszy łęczycki w latach 1782-1784, podstoli brzeziński w latach 1777-1779, generał major ziemiański żyjący na przełomie XVIII i XIX wieku, poseł, elektor Stanisława Augusta,  marszałek konfederacji targowickiej na ziemi łęczyckiej.

## Życiorys
Sędzia kapturowy województwa łęczyckiego, z którym w 1764 roku podpisał elekcję Stanisława Augusta. Sprawował w łęczyckiem kolejne urzędy ziemskie: podstolego orłowskiego i brzezińskiego, podczaszego łęczyckiego, stolnika inowłodzkiego, wreszcie od 1786 roku chorążego orłowskiego. Poseł na sejm 1778 roku z województwa łęczyckiego. W 1786 roku wybrany posłem na sejm z województwa łęczyckiego. Dwukrotny deputat na Trybunał Główny Koronny (1777 i 1784). W 1806 roku, podczas formowania wojsk polskich przez Henryka Dąbrowskiego, został przezeń mianowany generał-majorem ziemiańskim pospolitego ruszenia w województwie łęczyckim. 
Właściciel dóbr rodzinnych Chrząstów Wielki, żonaty kolejno z Franciszką Kawiecką i Teodozją Wilkanowską. Jego wnukiem był Florian Dąbrowski, powstaniec i oficer.